# 巴罗斯熊鹰巡逻式機
巴罗斯公司的熊鷹巡邏式機（Bearhawk Patrol）是由四人座的巴羅斯熊鷹式機發展而來的双座飞机，设计符合美国自組飛機的規定。   
熊鷹陪伴者式機（Bearhawk Companion）則是本型機的變形，採並排的雙座配置。 

## 设计和开发
設計時，熊鷹巡邏式機是針對Piper Super Cub 型機進行改良。本型機為单引擎，採用支柱支撐上單翼，兩個座位前後排列，可搭配常规起落架或浮筒。机身以焊接钢管构成覆以飛行用蒙皮。翼梁和翼肋是铝制的，翼面覆铝。襟翼最大可展开至40度。  

## 规格（熊鷹巡邏式）
基本信息
- 机翼面积：1,900平方英尺（180平方）
- 空重：2,094英磅（950）
- 总重：2,000英磅（907）
- 燃料容量：55美制加侖（210公升；46英制加侖）
- 螺旋桨：2桨叶

性能
- 巡航速度：122節；225每小時（140英里每小時）
- 失速速度：30節；56每小時（35英里每小時）
- 絕不超過速度：143節；266每小時（165英里每小時）
- 航程：782海里；1,448（900英里）
- 升限：4英尺（1.2）
- 最大滑翔比：1